# Royaume d'Israël
Pour les articles homonymes, voir Israël (homonymie).
Pour un article plus général, voir Israël antique.
930 av. J.-C. – 720 av. J.-C.
Entités précédentes :
- Royaume d'Israël (monarchie unifiée)

Entités suivantes :
- Empire néo-assyrien

Le royaume d'Israël est un royaume du Proche-Orient ancien établi par les Israélites à l'âge du fer. Il existe pendant environ 200 ans, de la fin du Xe au VIIIe siècle av. J.-C. (environ 930-720 av. J.-C.). Les historiens le nomment souvent royaume de Samarie ou royaume du Nord pour le différencier du royaume de Juda, au sud. Selon la Bible hébraïque, il succède au grand royaume fondé par le roi David. Il est formé de dix des douze tribus d'Israël. Il est aussi appelé « Éphraïm ».
Il est dirigé par plusieurs dynasties successives. Sa capitale est d'abord Sichem, avant que Baasa n'opte pour Tirça. Plus tard, Omri fonde la ville de Samarie qui est la capitale du royaume jusqu'à sa chute. La Bible donne une vision assez négative du royaume, sa population étant accusée de s'être éloignée de l'enseignement de Moïse en tombant dans l'idolâtrie.
Le royaume d'Israël est conquis vers 720 av. J.-C. par l'Empire assyrien.

## Les sources
On dispose de trois types de sources pour reconstruire l'histoire du royaume d'Israël : la Bible hébraïque, l'épigraphie et l'archéologie. 
Dans la Bible, l'histoire du royaume d'Israël est traitée par les textes appartenant à ce qui est généralement qualifié d'« histoire deutéronomiste ». L'histoire deutéronomiste va du livre de Josué aux livres des Rois. Le propos des auteurs de ces textes n'est pas de donner des détails précis sur l'histoire des royaumes d'Israël et de Juda, mais d'exposer la responsabilité des rois dans la chute de ces royaumes, conséquence de l'infidélité à Yahweh. La perspective du livre des Chroniques est différente. Elle est centrée sur le Temple de Jérusalem et ignore largement les rois d'Israël. Lorsque les Chroniques donnent des éléments historiques, ceux-ci diffèrent peu des passages parallèles figurant dans le livre des Rois. Les livres des prophètes fournissent aussi des éléments pour reconstruire l'histoire politique, économique, sociale et religieuse des royaumes israélites. Une des difficultés pour reconstruire l'histoire du royaume d'Israël est d'établir une chronologie pour les règnes des différents rois. Il n'existe pas de datation qui fasse consensus. Le livre des Rois ne donne qu'une présentation schématique de la durée des règnes. Certaines durées peuvent être artificielles, notamment les 40 années de règnes des rois David et Salomon. Des écarts existent aussi entre le texte hébreu massorétique et la version grecque de la Septante. On peut donc trouver des écarts de 2 à 10 selon les différentes reconstitutions proposées. 
Les données épigraphiques sont peu nombreuses dans l'Israël antique. Le principal corpus de documents concernant le royaume du nord est celui découvert à Samarie. Les ostraca de Samarie sont des textes administratifs datant du VIIIe siècle av. J.-C., qui traitent de la livraison de vin et d'huile à la capitale Samarie lors des 9e, 10e et 15e années d'un roi qui est sans doute Jéroboam II. Des découvertes épigraphiques réalisées dans les régions voisines d'Israël ont aussi fourni des informations sur le royaume. Le pharaon Sheshonq Ier mène semble-t-il une campagne en Canaan à la fin du Xe siècle av. J.-C., allant jusqu'au Liban. 
L'archéologie : Une inscription sur un pylône du temple d'Aton à Karnak ainsi qu'un fragment de stèle découvert à Megiddo marquent son passage. Au IXe siècle av. J.-C., le Monolithe de Kurkh en Turquie, mentionne la participation d'Achab, roi d'Israël à la bataille de Qarqar (853 av. J.-C.). Puis la stèle de Mesha en territoire moabite fournit une autre mention d'un roi israélite, le fils d'Omri, donc Achab. L'obélisque noir de Salmanasar III découvert à Kalhu montre le roi Jéhu agenouillé, apportant un tribut au roi assyrien. L'archéologie renseigne sur les conditions de vie et sur le niveau de prospérité du royaume. Compte tenu du manque de données épigraphiques, il n'est pas toujours possible de corréler les découvertes archéologiques au texte biblique.

## Cadre
| \| Béthel Bet-Shean Dan Dor Gezer Hazor Jezréel Megiddo Rehov Samarie Shilo Kinneret Taanach Tirtza Dothan Yoqnéam Sichem Aï Tyr Gibeon Jérusalem Éqron Gat \| site israélite, site judéen · site philistin, site phénicien Royaume d'Israël |
| Béthel Bet-Shean Dan Dor Gezer Hazor Jezréel Megiddo Rehov Samarie Shilo Kinneret Taanach Tirtza Dothan Yoqnéam Sichem Aï Tyr Gibeon Jérusalem Éqron Gat                                                                                     |

Le royaume d'Israël est marqué par des écosystèmes variés et une population hétérogène. Son territoire se compose de collines et de vallées disposant de sources, donc propices à l'agriculture. Les hautes terres des monts de Samarie constituent le cœur du royaume. Il s'étend sur les vallées du Jourdain et de Jezréel, une partie de la plaine côtière, la Galilée et, selon les périodes, certaines parties de la Transjordanie. Les monts de Samarie sont peuplés d'Israélites descendants des populations du second millénaire. Les vallées du Jourdain et de Jezréel sont habitées par une population rurale cananéenne dont les traits culturels indiquent une continuité avec les populations du bronze récent. Au nord-ouest, le territoire inclut des éléments phéniciens et au nord-est des éléments araméens.

## Histoire

### Origine
À la fin de l'âge du bronze récent, la région du Levant connaît une période de grands bouleversements qui voit l'affaiblissement de la société cananéenne et le retrait de l'Égypte. Après la destruction des grands centres urbains cananéens (Megiddo, Hazor, Beth Shéan), seules les zones de peuplement du secteur rural se maintiennent. Les vallées restent densément peuplées. À partir de la fin du XIe /début du Xe siècle av. J.-C., les centres urbains se rétablissent, à l'exception de Hazor. De nouveaux sites apparaissent. Kinneret prend la place de Hazor comme site majeur dans la haute vallée du Jourdain. Rehov contrôle la vallée de Beth Shéan et l'est de la vallée de Jezréel. Les hautes terres situées entre les vallées de Jezréel et de Beer-Sheva ont été moins affectées par les destructions du bronze récent. Le peuplement y est continu entre l'âge du bronze récent et celui du fer I. À partir du fer I, les régions d'Éphraïm et de Manassé voient leur population augmenter. Ce sont les régions les plus peuplées à l'ouest du Jourdain. Leur population est quatre fois plus importante que dans les monts de Judée situés au sud. Au début du fer II, la population tend à se déplacer vers l'ouest et de grands sites sont abandonnés (Shilo, Aï, Khirbet Raddana). Dans le nord, les hautes terres et les vallées sont bien adaptées à l'élevage et à l'agriculture, plus que dans le sud. Outre les ressources naturelles, la proximité de la côte et de la Phénicie encourage le commerce. Dès l'origine, ces circonstances favorisent le développement du nord, Israël, par rapport à son voisin du sud, Juda.
À la fin du Xe siècle av. J.-C., le pharaon Sheshonq Ier mène une campagne en Canaan. La région au nord de Jérusalem est particulièrement touchée avec une destruction des sites de Gibéon et de Béthel. Une stèle égyptienne érigée à Megiddo et une inscription sur le site de Karnak témoignent de cette intervention militaire. L’inscription de Karnak fournit une liste de toponymes mais les modalités de l’intervention sont mal définies. Ses motivations et ses objectifs ne sont pas clairs. Elle est peut-être motivée par le souci de contrôler les routes du commerce du cuivre dans la Aravah, même si elle a continué jusque dans la vallée de Jezréel. Sheshonq cherche peut-être à établir un centre administratif à Megiddo, mais l’Égypte ne se maintient finalement pas dans la région. Cette campagne pourrait aussi être motivée par l'émergence d'une nouvelle entité pouvant menacer les intérêts égyptiens au Levant. Selon la Bible, Sheshonq Ier est contemporain des rois Roboam et Jéroboam Ier. Il pille le Temple de Jérusalem la cinquième année du règne de Roboam. Selon l'archéologue Israël Finkelstein, cette intervention de l’Égypte serait plutôt à situer sous le règne de Saül. La Bible se fait en effet l'écho de l'entité israélite dirigée par Saül et son cadre géographique semble correspondre aux régions attaquées par Sheshonq. La Bible place en effet l'action de Saül dans la région de Gibéon et dans le nord de la Canaan (Saül meurt sur le mont Guilboa et son corps est exposé à Beth Shéan.

### Les débuts de la monarchie
La question de l'apparition d'un État israélite centralisé est l'objet d'un débat entre les archéologues. L’ambiguïté de la stratigraphie de beaucoup de sites archéologiques et les difficultés dans la comparaison des poteries ont occasionné des controverses importantes entre spécialistes. Le début de la période, l'âge du fer II selon la terminologie archéologique, qui se repère notamment avec l'apparition d'une céramique à engobe rouge polie à la main (Red Slip Hand Burnished Ware) est de fait situé selon les auteurs entre 980 et 920 av. J.-C..
Cela a conduit à des chronologies différentes et donc à des reconstructions différentes entre lesquelles il est difficile de trancher. Selon l'approche traditionnelle, des dirigeants charismatiques tels que Saül, David et Salomon ont mis en place le premier État centralisé au Xe siècle av. J.-C. Selon d'autres, cette monarchie unifiée n'a aucun fondement. Ainsi, selon Thomas Römer, « l'idée d'un grand royaume uni sous David et Salomon relève davantage de l'imagination des auteurs bibliques que de la réalité historique ». Selon l'archéologue israélien Israël Finkelstein, les premiers dirigeants israélites n'étaient à la tête que de chefferies sans administration avancée. Ils ne sont à l'origine d'aucune architecture monumentale, celle-ci n'apparaissant en Israël que plus tard, au IXe siècle av. J.-C. Pour Amihai Mazar, il est cependant difficile de distinguer les niveaux archéologiques appartenant au Xe siècle av. J.-C. de ceux du IXe siècle av. J.-C.. L'interprétation des évolutions du peuplement à cette époque dépend de ce fait des opinions : pour les tenants de l'interprétation traditionnelle (Gal, Faust), s'observe un abandon des villages au profit de sites fortifiés, coïncidant avec l'émergence de la monarchie unifiée ; pour d'autres (Finkelstein, Herzog), l'idée d'une désertion des sites ruraux est erronée, et les sites fortifiés auraient plutôt une fonction administrative que résidentielle.
Outre la période d'apparition d’États pleinement constitués, différents modèles ont été proposés sur les modalités de leurs apparitions. Les royaumes du nord (Israël) et du sud (Juda) ont été décrits en termes de « chefferies » ou d'« États ethniques ». Ils présentent une unité basée sur une identité commune et sont liés à un territoire. Ces entités politiques sont pourtant fragiles. Malgré de possibles réalisations architecturales, le nord manque d'inscriptions, de sceaux ou de poids au Xe siècle av. J.-C. qui pourraient témoigner d'un pouvoir politique centralisé. Plusieurs éléments sont avancés pour expliquer la constitution du royaume. L'augmentation de la population dans les hautes terres et le danger représenté par les Philistins ont pu favoriser l'apparition de la monarchie.
Selon la théologie du livre des Rois, la monarchie est décidée par YHWH par l'intermédiaire du prophète Samuel. La Bible explique que le royaume d'Israël se forme à la suite de l'assemblée de Sichem. À la mort de Salomon, Jéroboam rassemble les mécontents et exige de Roboam, fils de Salomon, des impôts allégés. Le nouveau roi ayant refusé, l'assemblée de Sichem opte pour le rejet de la dynastie davidique. Elle écarte Roboam et choisit Jéroboam (922-901) pour le remplacer. Jéroboam avait été exilé en Égypte à l'époque de Salomon et il arrive peut-être au pouvoir avec l'appui des Égyptiens. Il établit sa capitale à Sichem. Le nouveau royaume rassemble dix tribus israélites, face à Roboam, successeur légitime de la dynastie du roi David mais qui ne règne plus que sur les tribus de Juda, de Benjamin et sur les prêtres du temple de Jérusalem. En 933 av. J.-C., la séparation est totale entre les deux royaumes frères : le royaume d'Israël et royaume de Juda. L'histoire deutéronomiste présente cet acte de séparation comme une apostasie et une trahison de Yahweh. La dynastie davidique est en effet garante du lien avec ce dernier et Jérusalem occupe une place centrale dans cette relation. Si un royaume a effectivement été mis en place par David et Salomon sur l'ensemble de la terre d'Israël, la sécession du nord montre que ce royaume n'avait pas réellement d'unité et que l'organisation mise en place par David et Salomon n'avait pas réussi à fédérer les tribus du nord avec celles du sud. En conséquence, la monarchie s'effondre à la mort de Salomon. Les origines du royaume sont, selon la Bible, marquées par une grande instabilité politique. Nadab, le fils de Jéroboam est déposé par Baasa (900-877) après seulement un an de règne. Éla (877-876), le fils de Baasa, est assassiné par Zimri (876), lui-même renversé par Omri (876-869).

### La dynastie d'Omri
C'est à partir du IXe siècle av. J.-C. que les données archéologiques confirment sans ambiguïté l’existence du royaume nordiste d'Israël. Au IXe siècle av. J.-C., la dynastie omride voit la transformation du royaume d'Israël en une puissance régionale. Omri mène une politique d'alliance avec les royaumes voisins. Son fils Achab épouse Jezabel, une princesse phénicienne alors que sa fille Athalie épouse Joram, le roi de Juda. Il combat en direction du territoire de Moab pour reprendre le contrôle de la Route du Roi, la principale voie commerciale passant à l'est du royaume. La stèle de Mesha indique qu'Omri domine une partie des territoires de Transjordanie au nord de l'Arnon. Son fils Achab (869-850) lui succède. Son règne est marqué par une croissance économique et une puissance militaire. Il prend part à la bataille de Qarqar qui rassemble une coalition des petits États du Levant face au royaume assyrien de Salmanazar III. Cette bataille marque la première phase de l'expansion vers ouest de l'Assyrie. Le texte du monolithe de Kurkh relate la version assyrienne de la bataille. Salmanazar y présente « Achab l'Israélite » comme un de ses opposants lors de la bataille. Il est crédité de 2 000 chars et de 10 000 soldats. Même si ces chiffres sont probablement exagérés, le contingent de chars d'Achab est le plus important du côté des États levantins. Cette confrontation bloque temporairement la progression assyrienne au Levant. Achazia (850-849) puis Joram (849-842) succèdent à leur père Achab. La stèle de Tel Dan confirme la présence des Omrides dans les territoires araméens, antérieurement au règne de Joram.
Malgré les réalisations d'Achab, la Bible le décrit comme un roi faible et l’accuse d'avoir encouragé le culte du dieu cananéen Baal avec son épouse phénicienne. Le récit biblique du règne d'Achab est dominé par le conflit avec le prophète Elie. Les succès des premiers omrides sont pourtant indéniables. Leur puissance nouvelle s'exprime par une architecture monumentale. Des constructions voient le jour dans les grands sites du nord, à Samarie, Megiddo, Jezréel et Hazor. Le palais de Samarie est le plus grand des palais de l'âge du fer au Levant. Des complexes fortifiés permettent d'affirmer le prestige royal. Ils répondent à la nécessité d'assurer un contrôle administratif et militaire. De tels complexes sont établis à Megiddo et Jezréel pour contrôler les vallées agricoles qui assurent le développement économique du royaume. Ils permettent aussi de contrôler les routes commerciales reliant la Syrie à la mer Méditerranée par la vallée de Jezréel. D'autres complexes monumentaux sont établis dans les zones frontalières : à Hazor à la frontière nord, à Gezer à la frontière avec les Philistins, à Yahaz en territoire moabite (probablement l'actuel Khirbet Medeineh eth-Themed). La politique d'expansion du royaume d'Israël se heurte cependant aux forces araméennes du royaume de Damas lui aussi émergeant avec qui il entre en compétition. La puissance croissante d'Aram met fin au développement d'Israël. Vers 840 av. J.-C., le roi araméen Hazaël reprend le contrôle des territoires du nord-est. Il détruit les centres israélites des vallées. Affaibli par les assauts d'Aram, le territoire d'Israël se réduit à la région autour de Samarie.

### La dynastie de Jéhu

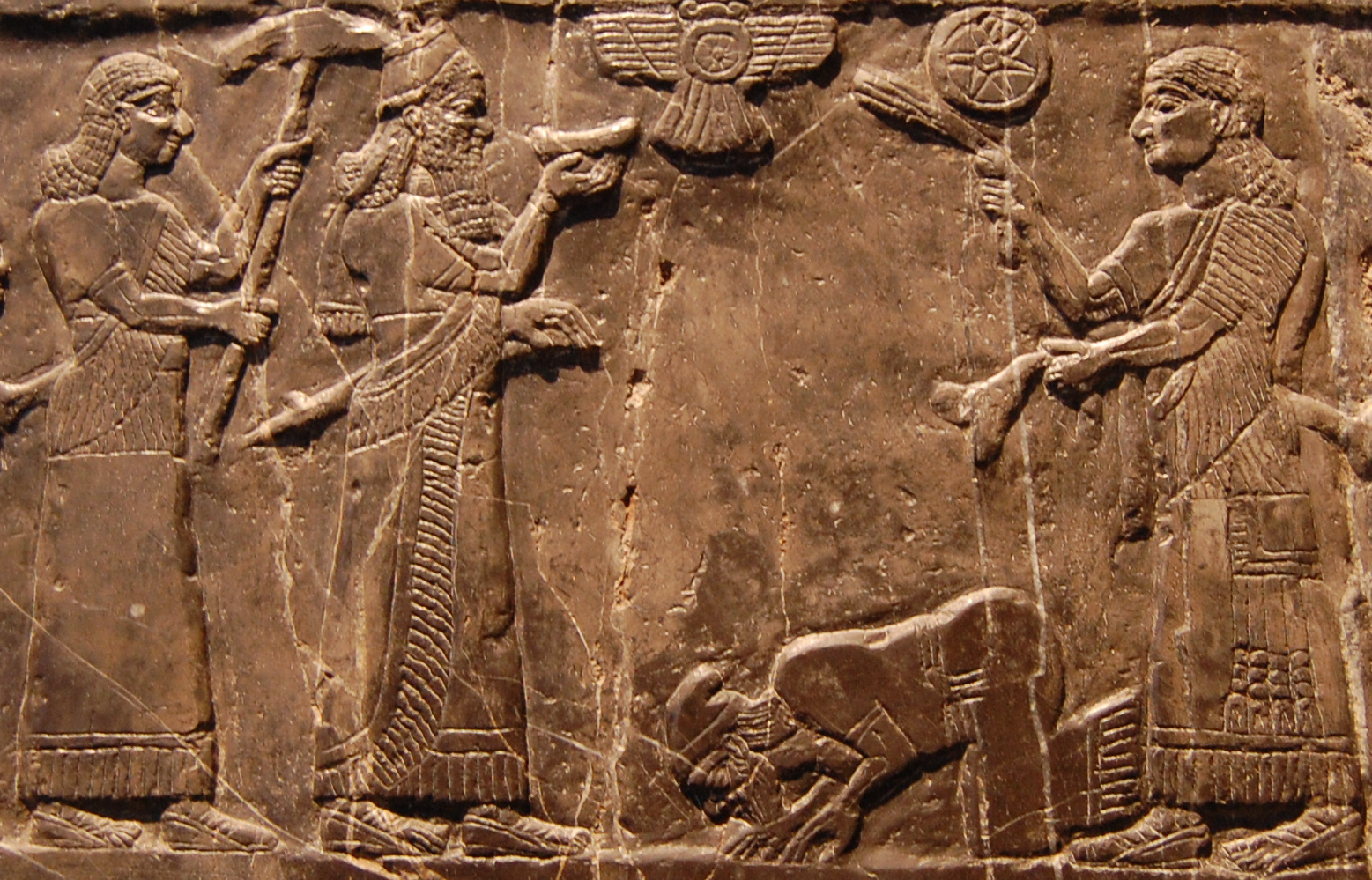
Jéhu représenté agenouillé sur l'obélisque noir de Salmanazar III (British Museum, Londres)

La dynastie de Jéhu dirige le royaume d'Israël entre la fin IXe et le début du  VIIIe siècle av. J.-C. Jéhu renverse Joram. Le retour des Assyriens en Syrie affaiblit les royaumes araméens et libère temporairement le royaume d'Israël de la pression araméenne. Jéhu se soumet aux Assyriens. Il est représenté sur l'obélisque noir découvert à Kalhu alors qu'il apporte un tribut à Salmanazar III. Les Assyriens ne se maintiennent pas dans la région et le retrait de l'Assyrie marque le retour des Araméens. Ceux-ci s'emparent des territoires israélites en Transjordanie. Cette situation perdure sous le règne du fils de Jéhu, Joachaz (815-801), jusqu'à ce qu'Adad-Nirâri III ne soumette le royaume araméen de Damas. Israël retrouve sa prospérité économique sous les règnes de Joas (801-784) puis de Jéroboam II (788-747). Ce développement économique, attesté par les ostraca de Samarie, entraîne une stratification de la société israélite. Une nouvelle classe aisée se démarque des classes plus pauvres. Les prophètes Amos et Osée se font écho des tensions causées par cette stratification de la société et mettent en cause le culte de Baal.

### La chute d'Israël
À la mort de Jéroboam II, le royaume sombre dans l'anarchie. Zacharie (746-745), le fils de Jéroboam, est assassiné. Shallum (745), puis Menahem (745-738) prennent le pouvoir. Menahem paye un tribut à l'Assyrie. Son fils Peqahya (738-737) poursuit cette politique de soumission à l'Assyrie. Il est assassiné par Peqah qui se joint à une coalition anti-assyrienne. Le royaume est envahi par l'Assyrie. Les Assyriens s'emparent de la Galilée en 732. Peqah est assassiné par Osée (732-724). Teglath-Phalasar III revendique dans une inscription la mort de Peqah et d'avoir installé Osée à sa place. Même si la version du livre des Rois est la bonne (Peqah a été assassiné par Osée), cette action n'a pu se faire sans l'assentiment de Teglath-Phalasar. À la mort de Teglath-Phalasar III en 724, Osée cherche à s'allier à l’Égypte pour se libérer de l'Assyrie. L'armée de Salmanazar V bat les troupes israélites et assiège la capitale Samarie. La ville tombe en 722 av. J.-C. et une grande partie des dirigeants du royaume est déportée vers d'autres régions de l'Empire assyrien. Les réfugiés du royaume du Nord affluent en Juda. La population du royaume de Juda double en deux décennies alors que parallèlement, la région comprise entre Samarie et Jérusalem voit sa population décroître.
Le Deuxième livre des Rois affirme que des populations étrangères sont déplacées pour les remplacer sur leur territoire. Ils se seraient mélangés aux populations locales, auraient créé une religion mélangeant influences israélite et païennes et auraient donné naissance aux Samaritains. Cependant, la religion des Samaritains, telle que nous la connaissons, ne présente pas de trace de paganisme.
La destruction du royaume d'Israël marque dans le récit biblique la disparition de dix tribus d'Israël alors que le deuxième royaume lui survit sous le nom de royaume de Juda.

## Culture et postérité
Plusieurs traditions originaires du royaume d'Israël ont été conservées dans la Bible hébraïque. C'est le cas des récits liés aux patriarches Jacob et Joseph. Ces récits s'adressent à l'origine à un public nordiste. Le cycle de Jacob contient un récit étiologique sur le sanctuaire de Béthel. Le prophète Osée, originaire du royaume d'Israël, met en parallèle Juda, le royaume du sud, et Jacob qui personnifie le royaume du nord. Le récit de l'Exode hors d’Égypte semble aussi ancré dans la tradition d'Israël. Le Premier livre des Rois attribue ainsi au roi Jéroboam Ier la phrase « voici tes dieux, Israël, qui t'ont tiré du pays d’Égypte ! » Le roi Jéroboam I (Xe siècle av. J.-C. ?) est ici présenté comme le fondateur du royaume israélite. Il n'est pas connu en dehors de la Bible et il est possible qu'il s'agisse en fait d'une rétroprojection de Jéroboam II (VIIIe siècle av. J.-C.). Le prophète Osée, contemporain de Jéroboam II, est aussi familier de la tradition de l'Exode (« l'Éternel retira Israël de l’Égypte »),. Le récit de l'Exode semble avoir eu une grande importance dans le royaume d'Israël. Les prophètes nordistes Amos et Osée y font allusion, mais l'Exode semble absent des prophéties sudistes d'Isaïe et de Michée, même si le récit semble déjà connu en Juda avant l'Exil. Ces traditions ont été recueillies puis révisées par le royaume de Juda après la destruction du royaume d'Israël. Elles ont pu être transmises de manière orale par des réfugiés israélites ayant trouvé asile en Juda. Elles ont aussi pu être apportées de manière écrite, peut-être à partir de documents emmenés par les réfugiés, voire de documents conservés dans le sanctuaire israélite de Béthel qui a été annexé à Juda après la chute d'Israël.
Le nom Israël n'a vraisemblablement été étendu à l'ensemble des populations des deux royaumes qu'à l’issue de l'annexion du royaume d'Israël par l'Empire assyrien. Plusieurs facteurs peuvent expliquer l'évolution de la portée de ce terme. Le culte du même dieu national a pu favoriser le rapprochement entre les deux royaumes. La volonté de récupérer l'héritage prestigieux du royaume du nord a aussi pu faciliter cette assimilation par les scribes judéens. La nécessité d'intégrer la population du royaume disparu d'Israël a aussi pu contribuer à l'extension du sens du terme Israël. Juda construit alors une historiographie pan-israélite dans laquelle une grande monarchie a régné depuis Jérusalem sur l'ensemble des territoires du nord et du sud,. Les traditions israélites adoptées par la cour de Jérusalem, telles que les prophéties d'Amos et d'Osée, le cycle de Jacob et les traditions pré-deutéronomistes intégrées au livre des Juges, sont retravaillées par les scribes judéens. Dans ces textes, Israël n'a peut-être pas encore de connotation ethnico-religieuse. Il y désigne encore spécifiquement les habitants du royaume de nord. Ce n'est pas encore le terme collectif utilisé par l’historiographie biblique pour désigner l'ensemble des populations des deux royaumes.

## Religion
Le culte pratiqué en Israël est comparable aux autres religions sémitiques de l'âge du fer. La divinité la plus souvent associée à Israël est YHWH, couramment reconstruit Yahweh, mais la prononciation exacte est inconnue. Il apparaît comme une sorte de dieu national, parfois vénéré comme un Baal, présenté aussi dans les psaumes comme « chevaucheur des nuées », à l'instar du dieu de l'Orage d'Ougarit et comparable au dieu mésopotamien Adad. Il peut être vénéré sous une forme anthropomorphe ou sous la forme d'un taureau,. Il n'est cependant pas le dieu exclusif du royaume. D'autres divinités sont également vénérées, notamment Baal et Ashéra. On trouve sur une inscription de Deir Alla, dans un territoire ayant fait partie d'Israël, les noms des déesses Ashtar, Shagar et peut-être Shamash. Du fait de sa population hétérogène qui a absorbé des descendants de Cananéens, la population d'Israël intègre dans ses pratiques religieuses des éléments d'origine cananéenne. Elle est influencée par le fond religieux cananéen dont la population reste importante dans le royaume. Le royaume est aussi soumis à l'influence culturelle et religieuse des puissants royaumes voisins d'Aram-Damas et de Tyr. La diversité religieuse y est donc plus marquée que dans le royaume voisin de Juda, plus isolé, plus homogène et dont le développement est en retard sur son voisin nordiste et donc moins soumis aux contacts étrangers. La Bible relate un tel penchant d'Israël à s'éloigner du culte de Yhwh.
Le culte de Yahweh prend des formes différentes entre le royaume d'Israël et le royaume de Juda. En Israël, le culte est syncrétique. Pour assurer des alliances politiques et commerciales, les rois n'hésitent pas à promouvoir le culte de Baal. Achab promeut ainsi ce culte, sous l'influence de son épouse, la phénicienne Jézabel,. Néanmoins le culte de YHWH semble rester plus répandu, y compris dans le cercle du roi, comme semble l'illustrer par exemple le fait que ses deux fils, Ochozias et Joram portent des noms renvoyant à ce dieu. Pour Achab et sa femme, la promotion du culte de Baal n'est pas une opposition complète à Yahweh mais s'inscrit dans une continuité de la compatibilité entre Yahweh et Baal. La promotion de Baal vise peut-être à rapprocher le royaume de la cité de Tyr. Cette politique ne vise pas nécessairement à faire disparaître le culte de Yahweh, malgré l'impression que donnent les lamentations d’Élie (1 Rois 18,22). Ce programme peut cependant avoir provoqué une réaction contre Baal parmi les cercles favorables à Yahweh. Les persécutions exercées contre les prophètes de Yahweh sont historiquement plausibles. Cette politique peut susciter de fortes oppositions de la part de groupes prophétiques partisans du culte de Yahweh, qui appuient par exemple Jéhu lorsque celui-ci renverse la dynastie d'Omri. Selon L. Grabbe, « l'opposition d’Élie et d'autres était probablement une opposition politique à Jézabel, même déguisée en piété religieuse ». Sur le plan religieux, il en résulte selon J. Roberts « le rétablissement d'une forme plus nationaliste du Yahwisme israélite ».
Le culte de Yahweh n'est pas centralisé. Des sanctuaires existent dans différentes villes : Samarie, Béthel, Dan. Un texte de Kuntillet Ajrud, une forteresse judéenne dans le sud du Néguev, mentionne un « YHWH de Samarie ». Grâce à la stèle de Mesha, on sait qu'il existait un sanctuaire royal officiel de YHWH à Néboh en Transjordanie.